# HK MK Bled
Le HK MK Bled (HK Mlade Kategorije Bled) est un club de hockey sur glace de Bled en Slovénie. Il évolue dans le Championnat de Slovénie de hockey sur glace.

## Historique
Le club a été créé en 1999 et possède une patinoire de 1000 places qui s’appelle le Bled Ice Hall.

## Palmarès
- Aucun titre.

## Effectif 2008-2009

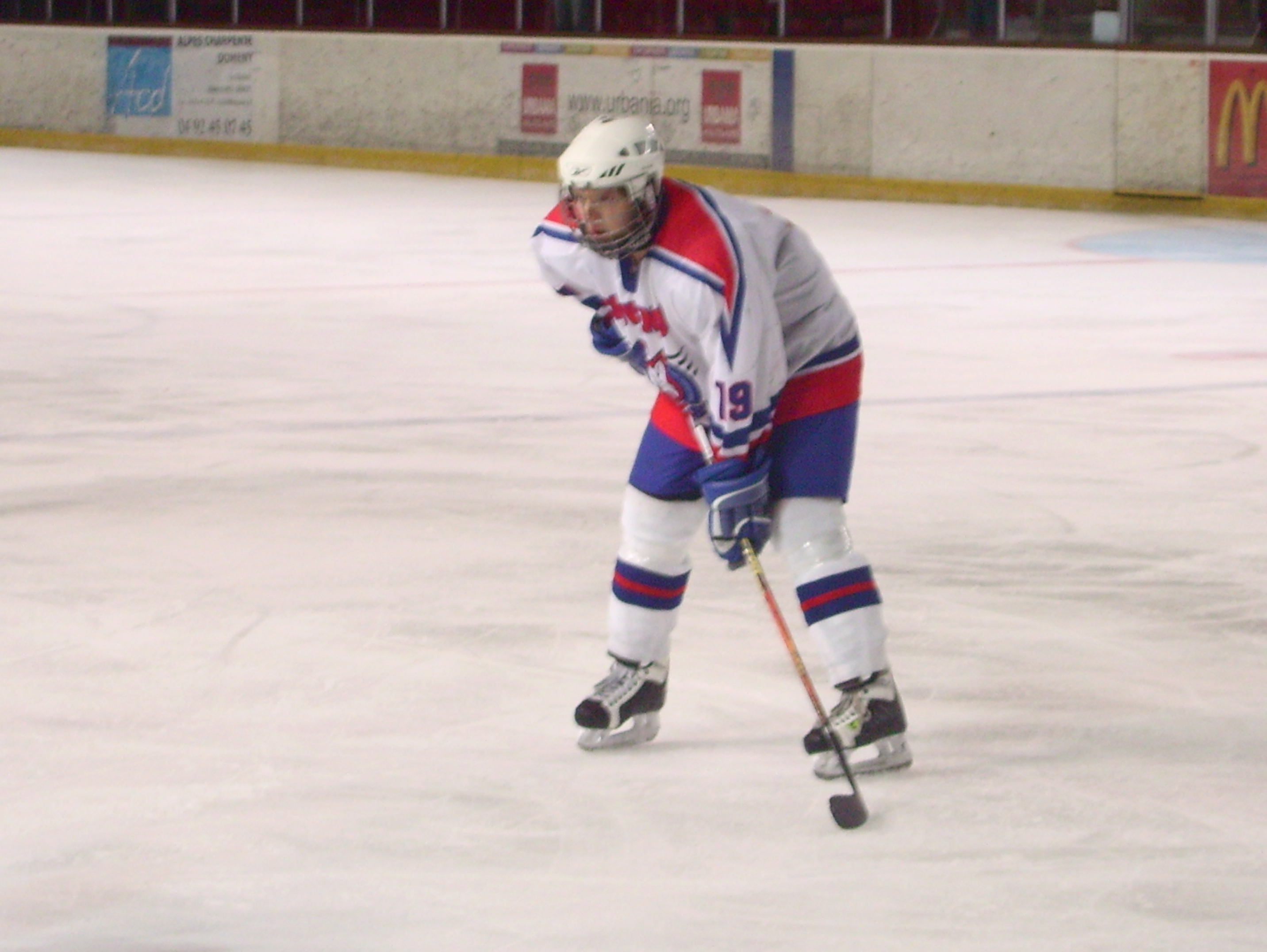
Dejan Pungaršek avec la Slovénie 18 ans en 2009

Tous slovènes sauf mention.
| Gardiens                           | Défenseurs | Attaquants |
| ---------------------------------- | --- | --- |
| - 2 Grega Kavčič - 31 Miha Horvath | - 11 Jaka Bassanese - 9 Damir Ejup - 23 Mali Mitja - 22 Miha Potočnik - 18 Luka Tošič - 7 Aljaž Novak - 17 Miha Ješe | - 24 Luka Bassanese - 3 Tadej Burazin - 8 Tevž Burazin - 16 Žiga Kovačec - 20 Martin Potočnik - 26 Jaka Ankerst - 21 Kaimel Klemen - 5 Grega Pihler - 13 Jernej Vodnjov - 15 Mitja Pogačnik - 12 Dejan Pungaršek - 19 Adnan Hadžisulejmanovič |

## Anciens joueurs
- Boštjan Goličič  Slovénie

## Anciens entraîneurs
- Sergueï Stolboun